# The Great Pretender (singolo Freddie Mercury)
The Great Pretender è una cover di Freddie Mercury pubblicato il 23 febbraio 1987 dalla casa discografica EMI.
Nel 2020 viene scelta come traccia di chiusura dell'anime Great Pretender.

## Descrizione
Il disco venne registrato da Mercury con l'aiuto di Roger Taylor, batterista dei Queen, che si occupò dei cori in falsetto. Si tratta di una cover dell'omonimo brano dei Platters del 1955; presenta un repentino cambio di tonalità, caratteristica assente nell'originale del quintetto statunitense.
Una versione estesa fu pubblicata nel 12" e nel CD. Il lato B del singolo è invece Exercises in Free Love (brano anch'esso all'epoca non ancora incluso in un album). Nel 1992 The Great Pretender fu remixato da Brian Malouf e incluso nella raccolta The Freddie Mercury Album di Freddie Mercury, pubblicata per celebrare il 1º anniversario della sua morte. Il brano fa parte anche della raccolta Greatest Hits III dei Queen.

## Videoclip
Nel videoclip, girato nel febbraio 1987, Freddie Mercury appare vestito in abito elegante rosa su uno sfondo nero con la scritta "The Great Pretender" in bianco alle sue spalle. Il clip include citazioni di videoclip precedenti dei Queen, girate ex novo per l'occasione, e alcune sequenze in cui il cantante, l'amico Peter Straker e Taylor compaiono agghindati da drag queen. Sullo sfondo si può notare anche il regista che balla.
Al secondo montaggio del video, utilizzato per la versione estesa del brano e presente nel DVD contenuto nel box set Freddie Mercury Solo Collection del 2000, furono aggiunte alcune sequenze del dietro le quinte riprese durante la lavorazione del videoclip.

## Tracce
7"
1. The Great Pretender – 3:30
2. Exercises In Free Love – 3:57

Durata totale: 7:27
10"
1. The Great Pretender (Extended)
2. The Great Pretender (7")
3. Exercises In Free Love

12" e CD
1. The Great Pretender – 3:30
2. Exercises In Free Love – 3:57
3. The Great Pretender (Extended Version) – 5:55

Durata totale: 13:22
MC NL
1. The Great Pretender (Original Single Version) – 3:25 (Buck Ram)
2. Love Kills (Wolf Euro Version) – 3:25 (Freddie Mercury, Giorgio Moroder)
3. The Great Pretender (Original Single Version) – 3:25 (Buck Ram)
4. Love Kills (Wolf Euro Version) – 3:25 (Freddie Mercury, Giorgio Moroder)

Durata totale: 13:40
MC UK
1. The Great Pretender (Single Version) – 3:28 (Buck Ram)
2. Stop All The Fighting (Wolf Euro Version) – 3:17 (Freddie Mercury)
3. The Great Pretender (Single Version) – 3:28 (Buck Ram)
4. Stop All The Fighting (Wolf Euro Version) – 3:17 (Freddie Mercury)

Durata totale: 13:30

## Formazione
- Freddie Mercury: voce, cori
- Mike Moran: sintetizzatore
- Alan Jones: basso
- Harold Fisher: batteria

## Altre versioni
- The Great Pretender (Original Demo - November 8th 1986) - 3:05 pubblicato nel box set postumo The Solo Collection del 2000
- The Great Pretender (Original 1987 Single Version) - 3:30
- The Great Pretender (Original 1987 Extended Version) - 5:55 pubblicato nel box set postumo The Solo Collection del 2000
- The Great Pretender (1992 Brian Malouf Remix) - 3:39 pubblicato nella raccolta postuma The Great Pretender del 1992